# Ринценберг
Ринценберг (њем. Rinzenberg) општина је у њемачкој савезној држави Рајна-Палатинат. Једно је од 96 општинских средишта округа Биркенфелд. Према процјени из 2010. у општини је живјело 321 становника. Посједује регионалну шифру (AGS) 7134071.

## Географски и демографски подаци
Ринценберг се налази у савезној држави Рајна-Палатинат у округу Биркенфелд. Општина се налази на надморској висини од 535 метара. Површина општине износи 11,3 km². У самом мјесту је, према процјени из 2010. године, живјело 321 становника. Просјечна густина становништва износи 28 становника/km².